# Médaille d'or du PDSA
Vous lisez un « bon article » labellisé en 2021.
La médaille d'or du PDSA (ou PDSA Gold Medal en anglais) est une récompense remise à un animal qui vise à souligner sa « bravoure et son dévouement face au devoir ». Elle a été créée en 2001 par le People's Dispensary for Sick Animals (PDSA), une organisation caritative britannique qui la remet annuellement depuis 2002. Les chiens Bamse, Endal, Finn, George et K9 Killer, ainsi que le cricétome Magawa, sont parmi d'autres les récipiendaires de ce prix qui a été remis 30 fois depuis sa création.

## Description
Un animal peut recevoir cette récompense s'il démontre un dévouement exceptionnel, ou s'il participe à la protection d'une vie humaine ou animale alors que sa vie est en danger. La médaille peut être remise à un animal en service officiel s'il meurt ou subit de graves blessures lorsque confronté à une menace armée ou à une violente opposition. Pour les animaux militaires ayant servi dans un conflit armé, le PDSA remet plutôt la médaille Dickin.
Lors de la première cérémonie, en novembre 2002, trois chiens ont reçu une médaille d'or, dont Endal qui a permis de sauver la vie de son maître handicapé. De la création de la récompense à septembre 2020, le PDSA a remis 30 médailles d'or. Tous les récipiendaires ont été des chiens jusqu'en 2020. Cette année-là, un cricétome des savanes capable de détecter des mines terrestres a reçu la récompense. Les récipiendaires sont surtout britanniques. Parmi les non-Britanniques, citons  Bamse (de Norvège), George et Gage (tous deux de la Nouvelle-Zélande),, Ajax (d'Espagne) et Magawa (de la Tanzanie).
Cette récompense est reconnue en 2020 comme l'équivalent de la Croix de George pour les animaux,,.

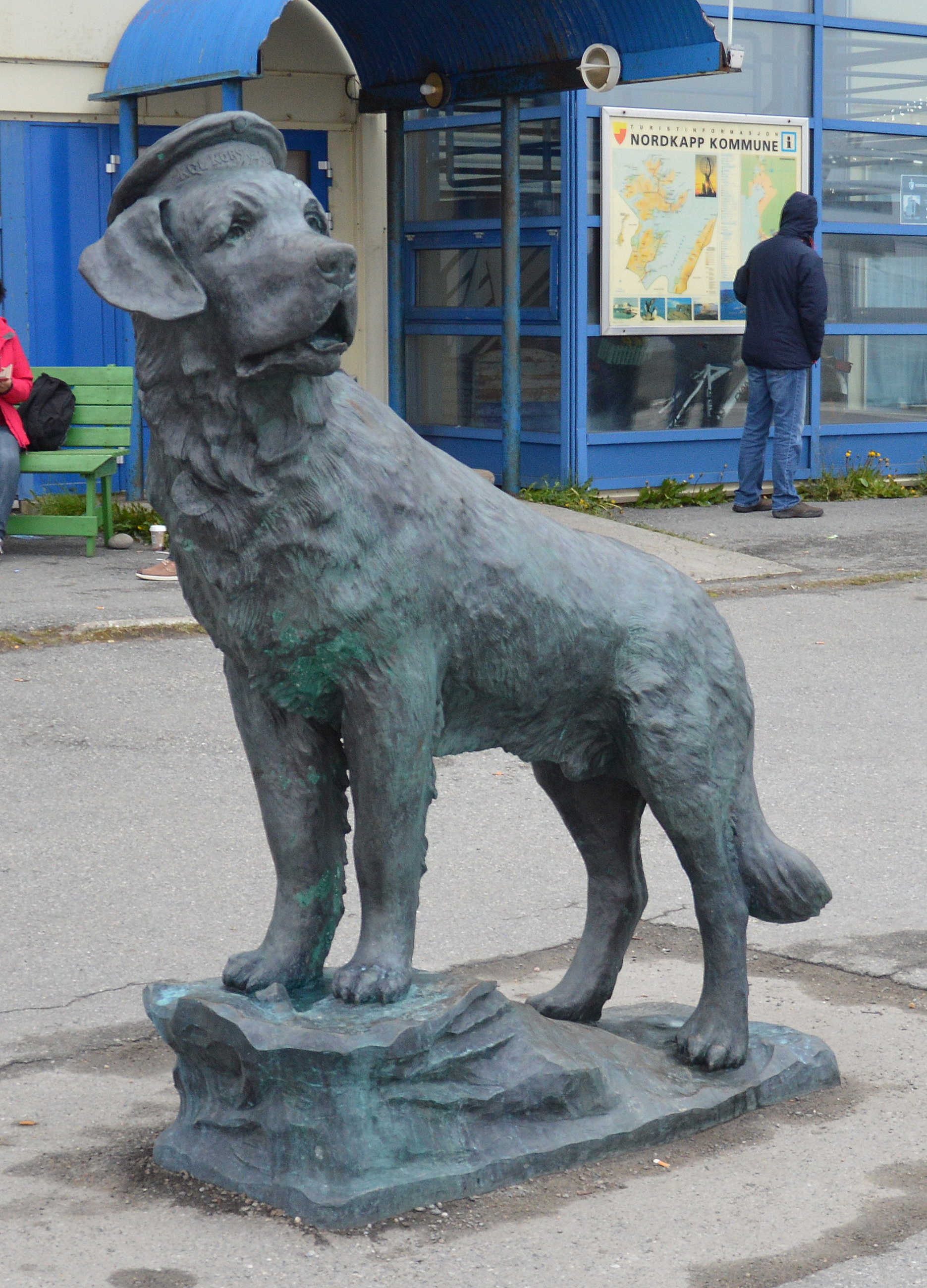
Bamse (1937 – 1944) a reçu la médaille d'or du PDSA à titre posthume.
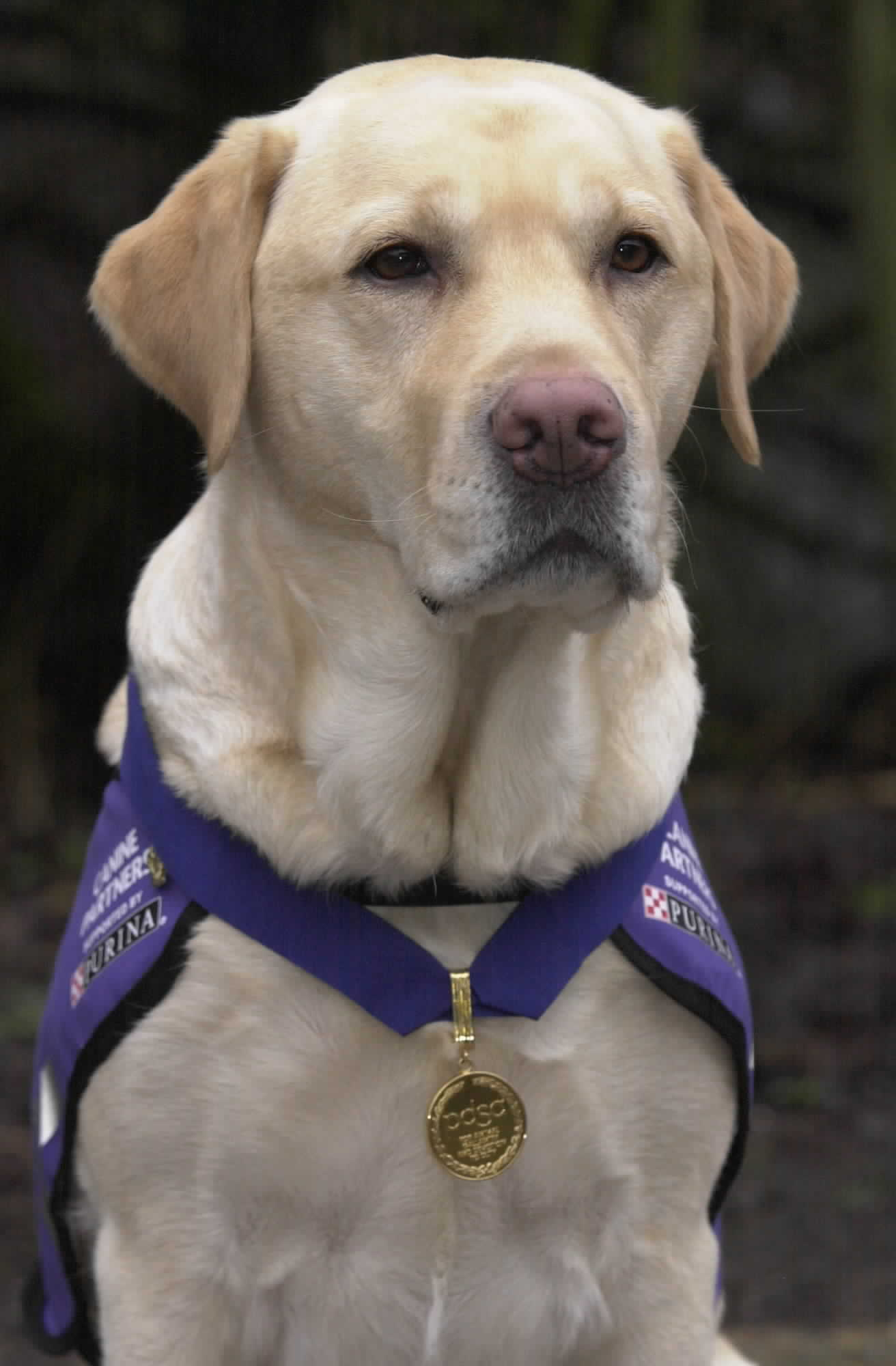
Endal (1995 – 2009) a reçu la médaille d'or du PDSA en 2002.

## Liste des récipiendaires
De 2002 à 2019, la médaille a été décernée à 29 chiens et à un Rat de Gambie, Magawa, primé pour son activité de détecteur de mines.
         * récompense remise à titre posthume
| Date de remise | Récipiendaire         | Notes | Date de des faits | Sources |
| -------------- | --------------------- | --- | ----------------- | ------- |
| novembre 2002* | Bulla                 | Un chien policier mort en 1990 des suites de coups de poignard pendant qu'il appréhendait un homme brandissant un poignard. | mai 1990          | [ 15 ]  |
| novembre 2002  | Metpol Delta Monty    | Un chien policier qui a maîtrisé un homme armé d'un couteau même s'il a été poignardé à plusieurs reprises. | février 2001      | [ 15 ]  |
| novembre 2002  | Endal                 | Un labrador retriever d'assistance qui a placé son maître handicapé et inconscient en position latérale de sécurité. Ayant recouvert l'homme d'une couverture, le chien a ensuite amené son téléphone mobile près de son visage. Endal est allé chercher de l'aide seulement après que son maître a repris conscience. | mai 2001          | [ 5 ]   |
| avril 2006     | Orca                  | Un golden retriever d'assistance qui a secouru sa maîtresse lorsque la femme et sa chaise roulante motorisée ont glissé dans un fossé, la femme se retrouvant coincée sous la chaise près d'un cours d'eau. La première personne que le chien a rencontrée a cru qu'il était perdu et a tenté de l'entrainer ailleurs. Orca s'est libéré de son collier et est parvenu à ramener le voisin de sa maîtresse sur les lieux de l'accident. | mai 2003          | [ 12 ]  |
| avril 2006     | Blue                  | Un berger allemand policier qui, bien qu'il ait été poignardé pendant sa traque d'un suspect violent, a suivi l'homme jusqu'à sa cachette, d'où il a observé son arrestation. | mars 2005         | [ 12 ]  |
| avril 2006     | Zoltan                | Un chien policier qui a été poignardé alors qu'il tentait de désarmer un homme qui menaçait des citoyens et des policiers avec un couteau. | avril 2005        | [ 12 ]  |
| juin 2006      | Dylan et Cracker      | Une paire de chiens de sauvetage de l'Irlande du Nord. Ils ont reçu chacun une médaille pour leurs efforts de sauvetage, notamment pour leur « travail courageux et exceptionnel » en Turquie à la suite du séisme de 1999 à Izmit. | 1999              | ,       |
| juillet 2006*  | Bamse                 | Un saint-bernard qui a servi de mascotte à la Marine royale norvégienne libre pendant la Seconde Guerre mondiale. Il a poussé à la mer un manieur de couteau qui menaçait un marin norvégien. Il a plus tard sauvé de la noyade un membre de l'équipage. | 1941-1942         | [ 17 ]  |
| juillet 2007   | Vinnie, Billy et Jake | Tous trois des chiens renifleurs, ils ont été honorés comme représentants des quatorze chiens qui ont effectué un « travail qui sauve des vies » à la suite des attentats de Londres du 7 juillet 2005. | juillet 2005      | [ 18 ]  |
| décembre 2007  | Ghillie               | Un Springer anglais qui a cherché de l'aide quand la mère de son propriétaire est tombée par terre pendant que tous les deux marchaient. | décembre 2007     | [ 19 ]  |
| février 2009*  | George                | Un Jack Russell terrier mort après avoir protégé cinq enfants des attaques d'une paire de pit bulls. | avril 2007        | [ 7 ]   |
| juillet 2009   | Bosnich               | Un labrador retriever qui a dirigé des secouristes vers le père de son propriétaire, un homme de 73 ans qui s'était perdu dans les Cumbrian Fells du Lake District en Angleterre. | Août 2006         | ,       |
| juillet 2010   | Anya                  | Un chien policier qui a reçu des coups de couteau pendant qu'il protégeait son guide policier. | janvier 2008      | ,       |
| juillet 2010   | Frodo                 | Un Beagle de cinq ans qui a réveillé son maître dès le début d'un incendie (le détecteur de fumée était défaillant), puis a mené sa famille en lieu sûr. | juin 2008         | ,       |
| juillet 2010*  | Oi                    | Un Staffordshire Bull Terrier qui a protégé la vie de son maître des attaques de quatre manieurs de machettes. Il est mort d'un cancer avant de recevoir la médaille d'or du PDSA. | juillet 2008      | ,       |
| avril 2011     | Dexter                | « Pour avoir fait preuve d'un courage exceptionnel, malgré de graves blessures, dans l'exercice de ses fonctions officielles face à une opposition violente. » |                   | [ 3 ]   |
| octobre 2012   | Ellie et Jones        | Deux bergers allemands croisés qui ont sauvé la vie de leur propriétaire. | novembre 2010     | [ 24 ]  |
| juin 2013      | Ajax                  | Un berger allemand qui a reçu la distinction pour « une bravoure qui sauve des vies et un dévouement courageux face à un danger extrême ». | juillet 2009      | [ 9 ]   |
| août 2013*     | Gage                  | Un berger allemand en service qui a subi un coup de feu fatal en protégeant son guide policier blessé pendant une fouille de routine dans le cadre de la lutte contre le trafic de drogues. | juillet 2010      | [ 8 ]   |
| janvier 2016   | K9 Killer             | Un malinois belge qui a travaillé au Parc national Kruger, en Afrique du Sud, dans une unité qui lutte contre les braconniers de rhinocéros. | 2012-2020         | ,       |
| février 2017   | Ozzy                  | Un chien policier en service dans la ville de Falkirk en Écosse, qui a désarmé un porteur de couteau qui menaçait de faire sauter un immeuble de logements. | 2015              | [ 26 ]  |
| juin 2017      | Diesel                | Un Staffordshire Bull Terrier qui a sauvé sa famille d'adoption d'une maison en feu. | 28 mai 2016       | [ 27 ]  |
| avril 2018     | Teddy                 | Un Cockapoo qui a alerté son entourage de la présence d'un enfant dans un sèche-linge à tambour rotatif, l'ayant potentiellement sauvé de blessures fatales. | 13 novembre 2016  | [ 28 ]  |
| mai 2018       | Finn                  | Un berger allemand policier qui a été sévèrement poignardé pendant une poursuite policière dans le Hertfordshire en Angleterre. Par la suite, lui et son maître-chien ont milité pour faire changer le droit britannique dans le but d'améliorer la protection des animaux blessés lorsqu'en service. | octobre 2016      | [ 29 ]  |
| juillet 2019   | Bacca                 | Lors de plusieurs confrontations visant à contrôler un homme violent, Bacca a reçu plusieurs coups de couteau. Même si son maître-chien a projeté un liquide incapacitant sur l'homme, il a continué à se comporter violemment. C'est surtout grâce aux efforts du chien que l'homme a pu être maîtrisé. | juin 2018         | [ 30 ]  |
| septembre 2020 | Magawa                | Un cricétome des savanes (ou rat de Gambie) utilisé pour détecter des munitions non explosées au Cambodge. Magawa a découvert 71 mines terrestres et 38 munitions non explosées enfouies pendant le conflit cambodgien (1978-1999). | de 2015 à 2021    | ,       |
| septembre 2023 | Kaiser                | Lors de la recherche d'une personne intoxiquée soupçonnée de vouloir blesser ou tuer une personne, ce chien policier a immobilisé cette personne suffisamment longtemps pour que son maître-chien menotte la personne, bien que Kaiser ait reçu six coups de couteau au visage. | 31 mai 2021       | [ 33 ]  |

### Citations originales
1. ↑  (en) « Heroes come in all shapes and sizes. Animals sometimes display heroic capabilities in extraordinary situations. The PDSA Gold Medal recognises this. »
2. ↑  (en) « life saving work »
3. ↑  (en) « For displaying outstanding gallantry, despite serious injuries, while carrying out official duties in the face of violent opposition. »
4. ↑  (en) « lifesaving bravery and courageous devotion to duty in the face of extreme danger »